# Wybrzeże Kości Słoniowej na Letnich Igrzyskach Olimpijskich 1988
Wybrzeże Kości Słoniowej na Letnich Igrzyskach Olimpijskich 1988 reprezentowało 28 zawodników: 11 mężczyzn i 17 kobiet. Był to 6. start reprezentacji Wybrzeża Kości Słoniowej na letnich igrzyskach olimpijskich.

## Skład kadry

### Boks

#### Mężczyźni
| Zawodnik        | Konkurencja          | 1/32 finału                                 | 1/16 finału      | 1/8 finału       | Ćwierćfinały     | Półfinały        | Finał            | Pozycja | Źródło |
| Zawodnik        | Konkurencja          | Przeciwnik Wynik                            | Przeciwnik Wynik | Przeciwnik Wynik | Przeciwnik Wynik | Przeciwnik Wynik | Przeciwnik Wynik | Pozycja | Źródło |
| --------------- | -------------------- | ------------------------------------------- | ---------------- | ---------------- | ---------------- | ---------------- | ---------------- | ------- | ------ |
| Bakary Fofana   | Waga piórkowa        | Wataru Yamada Porażka – TKO w 1. rundzie    | NQ               | NQ               | NQ               | NQ               | NQ               | 33-48.  | [ 1 ]  |
| Kouassi Kouassi | Waga lekkopółśrednia | R. A. H. Matumla Porażka – TKO w 1. rundzie | NQ               | NQ               | NQ               | NQ               | NQ               | 32-45.  | [ 2 ]  |

### Kajakarstwo

#### Mężczyźni
| Zawodnik                    | Konkurencja | Eliminacje | Eliminacje | Repasaże | Repasaże | Półfinał | Półfinał | Finał | Finał   | Źródło |
| Zawodnik                    | Konkurencja | Czas       | Pozycja    | Czas     | Pozycja  | Czas     | Pozycja  | Czas  | Pozycja | Źródło |
| --------------------------- | ----------- | ---------- | ---------- | -------- | -------- | -------- | -------- | ----- | ------- | ------ |
| Melagne Lath Kouame N'Douba | K-2 500 m   | 1:47.88    | 6.         | 1:55.65  | 6.       | NQ       | NQ       | NQ    | NQ      | [ 3 ]  |

### Lekkoatletyka

#### Konkurencje biegowe

##### Kobiety
| Zawodnik         | Konkurencja | Eliminacje | Eliminacje | Ćwierćfinały | Ćwierćfinały | Półfinał | Półfinał | Finał | Finał   | Źródło |
| Zawodnik         | Konkurencja | Czas       | Pozycja    | Czas         | Pozycja      | Czas     | Pozycja  | Czas  | Pozycja | Źródło |
| ---------------- | ----------- | ---------- | ---------- | ------------ | ------------ | -------- | -------- | ----- | ------- | ------ |
| Céléstine N'Drin | 400 m       | 52.48      | 4. (Q)     | 52.04        | 5.           | NQ       | NQ       | NQ    | NQ      | [ 4 ]  |
| Marie Womplou    | 400 m ppł   | 57.35      | 5.         | —            | —            | NQ       | NQ       | NQ    | NQ      | [ 5 ]  |

##### Mężczyźni
| Zawodnik                                                                                      | Konkurencja | Eliminacje | Eliminacje | Ćwierćfinały | Ćwierćfinały | Półfinał | Półfinał | Finał | Finał   | Źródło |
| Zawodnik                                                                                      | Konkurencja | Czas       | Pozycja    | Czas         | Pozycja      | Czas     | Pozycja  | Czas  | Pozycja | Źródło |
| --------------------------------------------------------------------------------------------- | ----------- | ---------- | ---------- | ------------ | ------------ | -------- | -------- | ----- | ------- | ------ |
| Gabriel Tiacoh                                                                                | 400 m       | 47.19      | 3. (Q)     | 45.49        | 5.           | NQ       | NQ       | NQ    | NQ      | [ 6 ]  |
| Akissi Kpidi René Djédjémél Djétenan Kouadio Gabriel Tiacoh Lancine Fofana Anatole Zongo Kuyo | 4 × 400 m   | 3:07.40    | 5. (q)     | —            | —            | 3:07.15  | 6.       | NQ    | NQ      | [ 9 ]  |

#### Konkurencje techniczne

##### Kobiety
| Zawodnik      | Konkurencja | Eliminacje | Eliminacje | Finał | Finał   | Źródło |
| Zawodnik      | Konkurencja | Wynik      | Pozycja    | Wynik | Pozycja | Źródło |
| ------------- | ----------- | ---------- | ---------- | ----- | ------- | ------ |
| Lucienne N’Da | Skok wzwyż  | 1,75 m     | 24.        | NQ    | NQ      | [ 10 ] |

### Piłka ręczna

#### Kobiety
| Zawodnik       | Konkurencja    | Faza eliminacyjna | Faza eliminacyjna | Faza eliminacyjna | Faza eliminacyjna                  | Faza eliminacyjna | O miejsca 5-8.         | O miejsca 5-8.            | O miejsca 5-8.                     | O miejsca 5-8. | Faza finałowa    | Faza finałowa    | Faza finałowa                      | Faza finałowa | Pozycja | Źródło |
| Zawodnik       | Konkurencja    | Przeciwnik Wynik  | Przeciwnik Wynik  | Przeciwnik Wynik  | Punkty Bilans meczów Bilans bramek | Pozycja           | Przeciwnik Wynik       | Przeciwnik Wynik          | Punkty Bilans meczów Bilans bramek | Pozycja        | Przeciwnik Wynik | Przeciwnik Wynik | Punkty Bilans meczów Bilans bramek | Pozycja       | Pozycja | Źródło |
| -------------- | -------------- | ----------------- | ----------------- | ----------------- | ---------------------------------- | ----------------- | ---------------------- | ------------------------- | ---------------------------------- | -------------- | ---------------- | ---------------- | ---------------------------------- | ------------- | ------- | ------ |
| drużyna kobiet | Turniej kobiet | Norwegia P 14-34  | ZSRR P 11-34      | Chiny P 12-37     | 0 pkt 0-0-3 37-103                 | 4.                | Czechosłowacja P 12-34 | Stany Zjednoczone P 16-27 | 0 pkt 0-0-3 40-98                  | 4.             | NQ               | NQ               | NQ                                 | NQ            | 8.      | [ 12 ] |

##### Mecze

###### Faza grupowa
| 21 września 1988 | Norwegia          | 34:14(15:8) | Wybrzeże Kości Słoniowej | Arena Suwon, Suwon Sędzia: Lee, Park |
| 21 września 1988 | Kristin Midthun 7 | 34:14(15:8) | Mahoula Kramou 5         | Arena Suwon, Suwon Sędzia: Lee, Park |
| 21 września 1988 | 1× · 3×           | 34:14(15:8) | 7× · 2×                  | Arena Suwon, Suwon Sędzia: Lee, Park |

| 23 września 1988 | ZSRR               | 32:11(14:7) | Wybrzeże Kości Słoniowej | Arena Suwon, Suwon Sędzia: Zaworotny, Brosio |
| 23 września 1988 | Natalja Morskowa 8 | 32:11(14:7) | Mahoula Kramou 4         | Arena Suwon, Suwon Sędzia: Zaworotny, Brosio |
| 23 września 1988 | 2× · 1×            | 32:11(14:7) | 7× · 2×                  | Arena Suwon, Suwon Sędzia: Zaworotny, Brosio |

| 25 września 1988 | Chiny         | 37:12(20:4) | Wybrzeże Kości Słoniowej | Arena Suwon, Suwon Sędzia: Lelong, Tancrez |
| 25 września 1988 | Xiulan Sun 10 | 37:12(20:4) | Emilie Djoman 3          | Arena Suwon, Suwon Sędzia: Lelong, Tancrez |
| 25 września 1988 | 2×            | 37:12(20:4) | 3×                       | Arena Suwon, Suwon Sędzia: Lelong, Tancrez |

###### O miejsca 5-8.
| 27 września 1988 | Wybrzeże Kości Słoniowej | 12:34(5:16) | Czechosłowacja       | Arena Suwon, Suwon Sędzia: Kim, Park |
| 27 września 1988 | Mahoula Kramou 5         | 12:34(5:16) | Monika Hejtmánková 7 | Arena Suwon, Suwon Sędzia: Kim, Park |
| 27 września 1988 | 3× · 3×                  | 12:34(5:16) | 2× · 3×              | Arena Suwon, Suwon Sędzia: Kim, Park |

| 29 września 1988 | Wybrzeże Kości Słoniowej         | 16:27(6:14) | Stany Zjednoczone                              | Arena Suwon, Suwon Sędzia: Lee, Park |
| 29 września 1988 | Mahoula Kramou 5 · Dounbia Bah 5 | 16:27(6:14) | Kim Clarke 4 · Leora Jones 4 · Carol Peterka 4 | Arena Suwon, Suwon Sędzia: Lee, Park |
| 29 września 1988 | 4× · 2×                          | 16:27(6:14) | 2× · 1×                                        | Arena Suwon, Suwon Sędzia: Lee, Park |

##### Skład
- Adjoua N'Dri
- Alimata Douamba
- Brigitte Guigui
- Clementine Blé
- Dounbia Bah
- Elisabeth Kouassi
- Emilie Djoman
- Gouna Irie
- Hortense Konan
- Julienne Vodoungbo
- Koko Elleingand
- Mahoula Kramou
- Wandou Guehi
- Zomou Awa

### Tenis ziemny

#### Mężczyźni
| Zawodnik        | Konkurencja      | 1/32 finału                                   | 1/16 finału      | 1/8 finału       | Ćwierćfinały     | Półfinały        | Finał            | Pozycja | Źródło |
| Zawodnik        | Konkurencja      | Przeciwnik Wynik                              | Przeciwnik Wynik | Przeciwnik Wynik | Przeciwnik Wynik | Przeciwnik Wynik | Przeciwnik Wynik | Pozycja | Źródło |
| --------------- | ---------------- | --------------------------------------------- | ---------------- | ---------------- | ---------------- | ---------------- | ---------------- | ------- | ------ |
| Clément N'Goran | Singiel mężczyzn | Andrew Castle P 2-3 (7:6, 6:3, 2:6, 6:7, 5:7) | NQ               | NQ               | NQ               | NQ               | NQ               | 33-64.  | [ 18 ] |